# Doo uap, doo uap, doo uap
Doo uap, doo uap, doo uap è un singolo del gruppo musicale nu jazz Gabin, pubblicato nel maggio del 2002 dall'etichetta discografica EMI. È divenuto uno dei tormentoni estivi del 2002 ed è stata usata per uno spot pubblicitario di Alice ADSL e Telecom Italia.

## Descrizione
Il brano venne scritto e prodotto dai Gabin ed ebbe un discreto successo nella primavera del 2002. La canzone conteneva un campionamento dello standard jazz It Don't Mean a Thing (If It Ain't Got That Swing).  Doo uap, doo uap, doo uap, di genere nu jazz, ma che presenta anche sonorità vicine alla musica house, che ne hanno decretato il successo anche nelle discoteche, ha avuto ottimi riscontri anche da parte della critica internazionale, come dalle riviste Billboard e Rolling Stone.

## Successo commerciale
La canzone, portata dal gruppo anche al Festivalbar 2002, ha raggiunto la quinta posizione della classifica italiana dei singoli nel maggio di quell'anno supportato sia dalla partecipazione del gruppo al Festivalbar che dall'utilizzo della canzone come colonna sonora di uno spot televisivo ed è stata inserita nell'album di debutto del gruppo, intitolato anch'esso Gabin. Il singolo conteneva come b-side la canzone La maison, anche questa inserita nel primo album del complesso che l'ha scritta e prodotta.

## Tracce
CD-Maxi (Virgin 7243 5 46478 2 6 (EMI) / EAN 0724354647826)
1. Doo uap, doo uap, doo uap - 7:21
2. La maison - 5:55

## Classifiche
| Paese  | Posizione massima |
| ------ | ----------------- |
| Italia | 3                 |